# Pancorius
Pancorius Simon, 1902 è un genere di ragni appartenente alla famiglia Salticidae.

## Distribuzione
Delle 27 specie oggi note di questo genere ben 26 sono state rinvenute in Asia meridionale e orientale; una sola, P. crassipes, è diffusa in tutta la regione paleartica.

## Tassonomia
A dicembre 2010, si compone di 27 specie:
- Pancorius animosus Peckham & Peckham, 1907 — Borneo
- Pancorius borneensis Simon, 1902 — Borneo
- Pancorius changricus Zabka, 1990 — Bhutan
- Pancorius cheni Peng & Li, 2008 — Cina
- Pancorius crassipes (Karsch, 1881) — Regione paleartica
- Pancorius curtus (Simon, 1877) — Filippine
- Pancorius dabanis (Hogg, 1922) — India
- Pancorius darjeelingianus Prószynski, 1992 — India
- Pancorius dentichelis (Simon, 1899)[2] — Sumatra
- Pancorius fasciatus Peckham & Peckham, 1907 — Borneo
- Pancorius goulufengensis Peng et al., 1998 — Cina
- Pancorius hainanensis Song & Chai, 1991 — Cina
- Pancorius hongkong Song et al., 1997 — Hong Kong
- Pancorius kaskiae Zabka, 1990 — Nepal
- Pancorius kohi Zhang, Song & Li, 2003 — Singapore
- Pancorius magniformis Zabka, 1990 — Bhutan
- Pancorius magnus Zabka, 1985 — India, Vietnam, Taiwan
- Pancorius minutus Zabka, 1985 — Cina, Nepal, Vietnam
- Pancorius naevius Simon, 1902 — Giava, Sumatra
- Pancorius protervus (Simon, 1902) — Malesia
- Pancorius relucens (Simon, 1901) — Hong Kong
- Pancorius scoparius Simon, 1902 — Giava
- Pancorius submontanus Prószynski, 1992 — India
- Pancorius tagorei Prószynski, 1992 — India
- Pancorius taiwanensis Bao & Peng, 2002 — Taiwan
- Pancorius thorelli (Simon, 1899) — Sumatra
- Pancorius wangdicus Zabka, 1990 — Bhutan